# 蒂珀卡努鎮區 (印地安納州科西阿斯科縣)
蒂珀卡努鎮區（英語：Tippecanoe Township）是位於美國印地安納州科西阿斯科縣的一個行政鎮區。

## 地方資料
根據2010年美國人口普查的數據，蒂珀卡努鎮區的面積為90.90平方千米，當中陸地面積為78.50平方千米，而水域面積為12.40平方千米。當地共有人口6661人，而人口密度為每平方千米73.28人。